# 刘京 (游泳运动员)
刘京（1990年3月8日—），女，北京人，中国游泳运动员。

## 簡歷
2008北京奥运会中国体育代表团成员。主攻混合泳及自由泳。
2012年，刘京代表中国出戰英國倫敦舉行的奥林匹克运动会游泳比賽女子4×200米自由泳接力賽事。
劉京生於體育世家，父親劉慧生是北京羽球女子隊主教練，母親宋玉玲是北京游泳隊的教練，弟弟劉雨辰是羽球選手，雙打排名最高為世界1名。

## 运动经历
- 1998年 北京体校 教练许聪
- 2002年 北京队 教练陈映红
- 2003年 国家队 教练赵戈

## 主要成绩
- 2003年 全国城市运动会 400米混合泳 第一名
- 2003年 全国游泳锦标赛 400米混合泳 第三名
- 2003年 全国短池游泳锦标赛 400米混合泳 第四名
- 2004年 世界杯分站赛 400米混合泳 第二名
- 2005年 环地中海游泳赛
  - 200、400米混合泳 第一名
- 2005年 全国游泳锦标赛 200米混合泳 第二名
- 2006年 全国游泳锦标赛 400米混合泳 第二名
- 2007年 全国城市运动会
  - 4×200自由泳接力 第一名，200米混合泳 第二名
- 2009年 世界游泳锦标赛 4×200米自由泳接力 第一名

## 主要记录
- 世界纪录 7:42.08 2009年世界游泳锦标赛 4×200米自由泳接力